# Edgar Seligman
Edgar Isaac Seligman (14. april 1867 i San Francisco – 17. september 1958 i London) var en britisk fægter som deltog i de olympiske lege OL 1908 i London og OL 1912 i Stockholm. Han deltog også i mellemlegene 1906 i Athen.
Seligman vandt en sølvmedalje i fægtning under OL 1908 i London. Han var med på det britiske hold som kom på en andenplads, i holdkonkurrencen i kårde efter Frankrig. 
Fire år senere under OL 1912 i Stockholm vandt han en ny sølvmedalje på de britiske hold i holdkonkurrencen i kårde efter Belgien.